# 沿山镇 (邵武市)
沿山镇，是中华人民共和国福建省南平市邵武市下辖的一个乡镇级行政单位。

## 行政区划
沿山镇下辖以下地区：
沿兴社区、砂坑村、徐溪村、沿山村、三元村、古山村、百樵村、上樵村、下樵村、里居村、红路村、周源村、危家戈村和下舍村。